# Platja Llarga (Cubelles)
La platja Llarga és una platja urbana del municipi de Cubelles (Garraf). Limita a llevant amb la desembocadura del torrent de Santa Maria, en el límit del terme municipal de Vilanova i la Geltrú, que la separa de la platja del Prat de Vilanova, i a ponent limita amb un espigó que la separa de la desembocadura del riu de Foix, a l'alçada de l'Avinguda del Mediterrani. Orientada al sud-sud-est, té una longitud de 580 metres i una amplada mitjana de 50 metres, formada per sorra fina. Està protegida per espigons exempts, paral·lels a la platja. Tot i així, els temporals d'hivern s'enduen la sorra, pel que cal fer aportacions anuals de sorra.
Disposa de serveis de socorrisme i salvament, dutxes, lavabos adaptats per a persones amb mobilitat reduïda i rentapeus, i lloguer de piragües i patins aquàtics.
Està guardonada amb la Bandera Blava, que reconeix internacionalment la qualitat de l'aigua i serveis. L'Agència Catalana de l'Aigua efectua un control setmanal de la qualitat de l'aigua, durant la temporada de bany, amb el resultat d'excel·lent. Està adherida a la destinació Costa de Barcelona, certificada per Biosphere des del 2017.